# Euserica monstruosa
Euserica monstruosa är en skalbaggsart som beskrevs av Baraud och Branco 1985. Euserica monstruosa ingår i släktet Euserica och familjen Melolonthidae. Inga underarter finns listade i Catalogue of Life.